# Bulbophyllum carnosisepalum
Bulbophyllum carnosisepalum là một loài phong lan thuộc chi Bulbophyllum.